# Никольская волость (Богучарский уезд)
Никольская волость — историческая административно-территориальная единица Богучарского уезда Воронежской губернии с центром в селе Никольское.
По состоянию на 1880 год состояла 4 поселений, 2 сельских общин. Население — 10 610 человек (5262 мужского пола и 5348 — женской), 1601 дворовых хозяйств.
|                       | Площадь, десятин | В том числе пахотной, дес. |
| --------------------- | ---------------- | -------------------------- |
| Сельских общин        | 25225            | 22087                      |
| Частной собственности | —                | —                          |
| Другой собственности  | 229              | 229                        |
| В общем               | 25454            | 22316                      |

Поселения волости на 1880 год:
- Никольское — бывшее государственное село при реке Подгорная за 95 верст от уездного города, 8899 человек, 1406 дворов, 3 православные церкви, школа, почтовая станция, 4 лавки, кирпичный завод, 104 ветряных мельницы, 3 ярмарки в год.
- Краснополье — бывшее государственное село, 1346 человек, 154 двора, православная церковь, лавка, 12 ветряных мельниц.

По данным 1900 года в волости насчитывалось 17 поселений с преимущественно русским населением, 4 сельских обществ, 61 здание и учреждение, 1702 дворовых хозяйства, население составляло 11 594 лица (5920 мужского пола и 5674 — женского).
В 1915 году волостным урядником был Семен Андреевич Журавлев, старшиной был Никифор Григорьевич Колотев, волостным писарем — Михаил Степанович Нефедов.